# Mistrzostwa Azji w Lekkoatletyce 2015
21. Mistrzostwa Azji w Lekkoatletyce – zawody lekkoatletyczne zorganizowane przez Azjatyckie Stowarzyszenie Lekkoatletyczne między 3 i 7 czerwca 2015 w chińskim mieście Wuhan. Drugi raz w historii mistrzostwa Azji odbyły się w Chinach – poprzednio gospodarzem był Guangdong (2009).

## Rezultaty

### Mężczyźni
| Konkurencja:                  | 1. miejsce                                                                                   | Rezultat   | 2. miejsce                                                                                      | Rezultat   | 3. miejsce                                                                       | Rezultat    |
| Bieg na 100 m                 | Femi Ogunode                                                                                 | 9,91 AR    | Zhang Peimeng                                                                                   | 10,15      | Reza Ghasemi                                                                     | 10,19       |
| Bieg na 200 m                 | Femi Ogunode                                                                                 | 20,32      | Fahad Mohamed Al-Subaie                                                                         | 20,63      | Dharambir Singh                                                                  | 20,66 NR    |
| Bieg na 400 m                 | Abd al-Ilah Harun                                                                            | 44,68 =NJR | Youssef Masrahi                                                                                 | 45,14      | Kentarō Satō                                                                     | 46,09 PB    |
| Bieg na 800 m                 | Musaeb Abdulrahman Balla                                                                     | 1:49,40    | Jinson Johnson                                                                                  | 1:49,69    | Shō Kawamoto                                                                     | 1:50,50     |
| Bieg na 1500 m                | Mohamad Al-Garni                                                                             | 3:41,42    | Mohammed Ayoub Tiouali                                                                          | 3:42,43    | Bilal Mansour Ali                                                                | 3:43,67     |
| Bieg na 5000 m                | Mohamad Al-Garni                                                                             | 13:34,47   | Albert Rop                                                                                      | 13:35,26   | Govindan Lakshaman                                                               | 13:36,62 PB |
| Bieg na 10 000 m              | El Hassan El Abbassi                                                                         | 28:50,71   | Govindan Lakshaman                                                                              | 29:42,81   | Andrey Petrov                                                                    | 30:20,68    |
| Bieg na 3000 m z przeszkodami | John Koech                                                                                   | 8:27,03    | Hashem Salah Abbas                                                                              | 8:36,02 PB | Evans Chematot                                                                   | 8:42,76     |
| Bieg na 110 m przez płotki    | Xie Wenjun                                                                                   | 13,56      | Abdulaziz Al-Mandeel                                                                            | 13,67      | Kim Byung-jun                                                                    | 13,75       |
| Bieg na 400 m przez płotki    | Yūta Konishi                                                                                 | 49,58      | Chen Chieh                                                                                      | 49,68 =PB  | Kazuaki Yoshida                                                                  | 49,95       |
| Sztafeta 4 × 100 m            | Chiny · Chen Shiwei · Mo Youxue · Su Bingtian · Zhang Peimeng                                | 39,04      | Hongkong · Tang Yik Chun · So Chun Hong · Ng Ka Fung · Tsui Chi Ho                              | 39,25      | Chińskie Tajpej · Wang Wen-tang · Yang Chung-han · Lo Yen-yao · Shen Yu-sen      | 39,35       |
| Sztafeta 4 × 400 m            | Katar · Femi Ogunode · Musaeb Abdulrahman Balla · Mohamed El Nur Mohamed · Abd al-Ilah Harun | 3:02,50 NR | Arabia Saudyjska · Mazen Al-Yassin · Abdullah Obaid Al-Salhi · Abdullah Abkar · Youssef Masrahi | 3:02,62    | Japonia · Julian Jrummi Walsh · Yūzō Kanemaru · Kazuma Ōseto · Takamasa Kitagawa | 3:03,47     |
| Skok wzwyż                    | Takashi Etō                                                                                  | 2,24       | Hsiang Chun-hsien                                                                               | 2,24       | Mutazz Isa Barszim                                                               | 2,20        |
| Skok o tyczce                 | Zhang Wei                                                                                    | 5,60       | Seito Yamamoto                                                                                  | 5,50       | Huang Bokai                                                                      | 5,50        |
| Skok w dal                    | Gao Xinglong                                                                                 | 7,96       | Ted Hooper                                                                                      | 7,80       | Tang Gongchen                                                                    | 7,79        |
| Trójskok                      | Kim Deok-hyeon                                                                               | 16,86      | Cao Shuo                                                                                        | 16,77      | Roman Walijew                                                                    | 16,67       |
| Pchnięcie kulą                | Indrajit Singh                                                                               | 20,41      | Chang Ming-huang                                                                                | 19,56      | Tian Zhizhong                                                                    | 19,25       |
| Rzut dyskiem                  | Vikas Gowda                                                                                  | 62,03      | Essa Mohammed Al-Zankawi                                                                        | 61,57      | Mohammad Samimi                                                                  | 59,78       |
| Rzut młotem                   | Dilszod Nazarow                                                                              | 77,68      | Aszraf Amdżad as-Sajfi                                                                          | 76,03      | Wan Yong                                                                         | 73,40       |
| Rzut oszczepem                | Huang Shih-feng                                                                              | 79,74      | Bobur Shokirjonov                                                                               | 79,09      | Yukifumi Murakami                                                                | 79,05       |
| Dziesięciobój                 | Akihiko Nakamura                                                                             | 7773 pkt.  | Guo Qi                                                                                          | 7289 pkt.  | Hu Yufei                                                                         | 7042 pkt.   |

### Kobiety
| Konkurencja:                  | 1. miejsce                                                       | Rezultat    | 2. miejsce                                                                        | Rezultat     | 3. miejsce                                                                                 | Rezultat     |
| Bieg na 100 m Wiatr: +2,5 m/s | Chisato Fukushima                                                | 11,23       | Wiktorija Ziabkina                                                                | 11,34        | Wei Yongli                                                                                 | 11,46        |
| Bieg na 200 m                 | Wiktorija Ziabkina                                               | 23,09       | Olga Safronowa                                                                    | 23,46        | Srabani Nanda                                                                              | 23,54 PB     |
| Bieg na 400 m                 | Yang Huizhen                                                     | 52,37 PB    | Machettira Raju Poovamma                                                          | 53,07        | Anastasija Kudinowa                                                                        | 53,41        |
| Bieg na 800 m                 | Tintu Luka                                                       | 2:01,53     | Zhao Jing                                                                         | 2:03,40      | W.K.L.A. Nimali                                                                            | 2:03,94 PB   |
| Bieg na 1500 m                | Betlhem Desalegn                                                 | 4:29,39     | Zhao Jing                                                                         | 4:29,40      | Maya Iino                                                                                  | 4:32,90      |
| Bieg na 5000 m                | Betlhem Desalegn                                                 | 15:25,15    | Alia Mohamed Saeed                                                                | 15:28,74     | Darja Masłowa                                                                              | 15:42,82 PB  |
| Bieg na 10 000 m              | Alia Mohamed Saeed                                               | 31:52,29    | Eunice Chumba                                                                     | 32:22,29 PB  | Michi Numata                                                                               | 32:44,57     |
| Bieg na 3000 m z przeszkodami | Lalita Babar                                                     | 9:34,13 NR  | Li Zhenzhu                                                                        | 9:41,43      | Zhang Xinyan                                                                               | 9:46,82 PB   |
| Bieg na 100 m przez płotki    | Wu Shuijiao                                                      | 13,12       | Anastasija Pilipienko                                                             | 13,33        | Ayako Kimura                                                                               | 13,41        |
| Bieg na 400 m przez płotki    | Kemi Adekoya                                                     | 53,41 NR WL | Manami Kira                                                                       | 57,14        | Xiao Xia                                                                                   | 57,39        |
| Sztafeta 4 × 100 m            | Chiny · Tao Yujia · Yuan Qiqi · Lin Huijun · Wei Yongli          | 43,10       | Japonia · Saori Kitakaze · Anna Doi · Chisato Fukushima · Kana Ichikawa           | 44,14        | Tajlandia · Supawan Thipat · Khanrutai Pakdee · Phatsron Jaksunnikorn · Tassaporn Wannakit | 44,73        |
| Sztafeta 4 × 400 m            | Chiny · Huang Guifen · Cheng Chong · Chen Jingwen · Yang Huizhen | 3:33,44     | Indie · Jisna Mathew · Tintu Luka · Debashree Majumder · Machettira Raju Poovamma | 3:33,81      | Kazachstan · Elina Michina · Julija Rachmanowa · Aleksandra Romanowa · Anastasija Kudinowa | 3:35,14      |
| Skok wzwyż                    | Svetlana Radzivil                                                | 1,91        | Wang Yang                                                                         | 1,88         | Zheng Xingjuan                                                                             | 1,84         |
| Skok o tyczce                 | Li Ling                                                          | 4,66 =AR    | Xu Huiqin                                                                         | 4,30         | Tomomi Abiko                                                                               | 4,20         |
| Skok w dal                    | Lu Minjia                                                        | 6,52        | Jung Soon-ok                                                                      | 6,47         | Xu Xiaoling                                                                                | 6,46         |
| Trójskok                      | Wang Wupin                                                       | 13,76       | Li Yanmei                                                                         | 13,57        | Wang Rong                                                                                  | 13,44        |
| Pchnięcie kulą                | Guo Tianqian                                                     | 18,59       | Gao Yang                                                                          | 17,98        | Bian Ka                                                                                    | 17,78        |
| Rzut dyskiem                  | Su Xinyue                                                        | 63,90       | Tan Jian                                                                          | 62,97        | Lu Xiaolin                                                                                 | 62,30        |
| Rzut młotem                   | Liu Tingting                                                     | 68,24       | Luo Na                                                                            | 65,77        | Akane Watanabe                                                                             | 59,39        |
| Rzut oszczepem                | Liu Shiying                                                      | 61,33       | Yang Xinli                                                                        | 59,24        | Risa Miyashita                                                                             | 54,76        |
| Siedmiobój                    | Yekaterina Voronina                                              | 5689 pkt.   | Liksy Joseph                                                                      | 5554 pkt. PB | Purnima Hembram                                                                            | 5511 pkt. PB |

## Rekordy
Podczas czterech pierwszych dni zawodów ustanowiono 14 krajowych rekordów w kategorii seniorów:
| Zawodnik                                                                      | Reprezentacja | Konkurencja                        | Rezultat  |
| ----------------------------------------------------------------------------- | ------------- | ---------------------------------- | --------- |
| Femi Ogunode                                                                  | Katar         | bieg na 100 metrów                 | 9,91      |
| Meshal Al-Mutairi                                                             | Kuwejt        | bieg na 100 metrów                 | 10,27     |
| Achitbileg Battulga                                                           | Mongolia      | bieg na 100 metrów                 | 10,65     |
| Dharambir Singh                                                               | Indie         | bieg na 200 metrów                 | 20,66     |
| Hassan Saiid                                                                  | Malediwy      | bieg na 200 metrów                 | 21,19     |
| Chan Ka Chun                                                                  | Hongkong      | bieg na 400 metrów przez płotki    | 51,13     |
| Himasha Eashan Shehan Ambepitiya Vinoj Muthumuni Mohamed Ashrafu Abdul Ladeef | Sri Lanka     | sztafeta 4 × 100 metrów            | 39,38     |
| Femi Ogunode Musaeb Abdulrahman Balla Mohamed E. Mohamed Abd al-Ilah Harun    | Katar         | sztafeta 4 × 400 metrów            | 3:02,50   |
|                                                                               | Oman          | sztafeta 4 × 400 metrów            | 3:05,94   |
| Dana Abdulrazak                                                               | Irak          | bieg na 200 metrów                 | 23,96     |
| Lalita Babar                                                                  | Indie         | bieg na 3000 metrów z przeszkodami | 9:34,13   |
| Kemi Adekoya                                                                  | Bahrajn       | bieg na 400 metrów przez płotki    | 54,31     |
| Li Ling                                                                       | Chiny         | skok o tyczce                      | 4,66      |
| Sepideh Tavakoli                                                              | Iran          | siedmiobój                         | 5443 pkt. |

## Tabela medalowa
| Pozycja | Państwo                      |    |    |    |    |
| ------- | ---------------------------- | -- | -- | -- | -- |
| 1       | Chiny                        | 15 | 13 | 13 | 41 |
| 2       | Katar                        | 6  | 2  | 1  | 9  |
| 3       | Indie                        | 4  | 5  | 4  | 13 |
| 4       | Japonia                      | 4  | 3  | 11 | 18 |
| 5       | Bahrajn                      | 4  | 3  | 2  | 9  |
| 6       | Zjednoczone Emiraty Arabskie | 3  | 1  | 0  | 4  |
| 7       | Uzbekistan                   | 2  | 1  | 1  | 4  |
| 8       | Chińskie Tajpej              | 1  | 4  | 1  | 6  |
| 9       | Kazachstan                   | 1  | 3  | 3  | 7  |
| 10      | Korea Południowa             | 1  | 1  | 1  | 3  |
| 11      | Tadżykistan                  | 1  | 0  | 0  | 1  |
| 12      | Arabia Saudyjska             | 0  | 3  | 0  | 3  |
| 13      | Kuwejt                       | 0  | 2  | 0  | 2  |
| 14      | Hongkong                     | 0  | 1  | 0  | 1  |
| 15      | Iran                         | 0  | 0  | 2  | 2  |
| 16      | Sri Lanka                    | 0  | 0  | 1  | 1  |
| 16      | Kirgistan                    | 0  | 0  | 1  | 1  |
| 16      | Tajlandia                    | 0  | 0  | 1  | 1  |